# Yeedzin Thimphu
Yeedzin Thimphu, Yeedzin Football Club, Yeedzin FC – klub piłkarski z Bhutanu. Swoją siedzibę ma w stolicy kraju, Thimphu. Gra na stadionie Changlimithang. Klub został założony w 2002. Podczas swojej krótkiej historii drużyna 2-krotnie zdobyła mistrzostwo Bhutanu (2008, 2010).

## Sukcesy
- Mistrzostwo Bhutanu (2 razy): 2008, 2010

## Obecny skład
Aktualny na 2008
| Nr | Poz. | Piłkarz         |
| -- | ---- | --------------- |
| 2  | OB   | Jigme Zangpo    |
| 4  | OB   | Jigme Tenzin    |
| 5  | OB   | Pema            |
| 6  | OB   | Pema Rinchen    |
| 8  | OB   | Kinley Wangchuk |
| 9  | PO   | Wangchuk        |
| 10 | PO   | Thinley Dorji   |
| 13 | NA   | Yeshi Dorji     |
| 14 | OB   | Tsedupla        |

| Nr | Poz. | Piłkarz        |
| -- | ---- | -------------- |
| 17 | PO   | Pema Chhophel  |
| 20 | PO   | Mindu          |
| 21 | PO   | Jigme N Norbu  |
| 22 | PO   | Karma T        |
| 23 | PO   | Chencho        |
| 23 | BR   | Jigme Singye   |
| 24 | OB   | Dawa Gyeltshen |
| 32 | BR   | Dawa Tshering  |
| 33 | BR   | Hari Gurung    |